# Brauerei Jedlesee

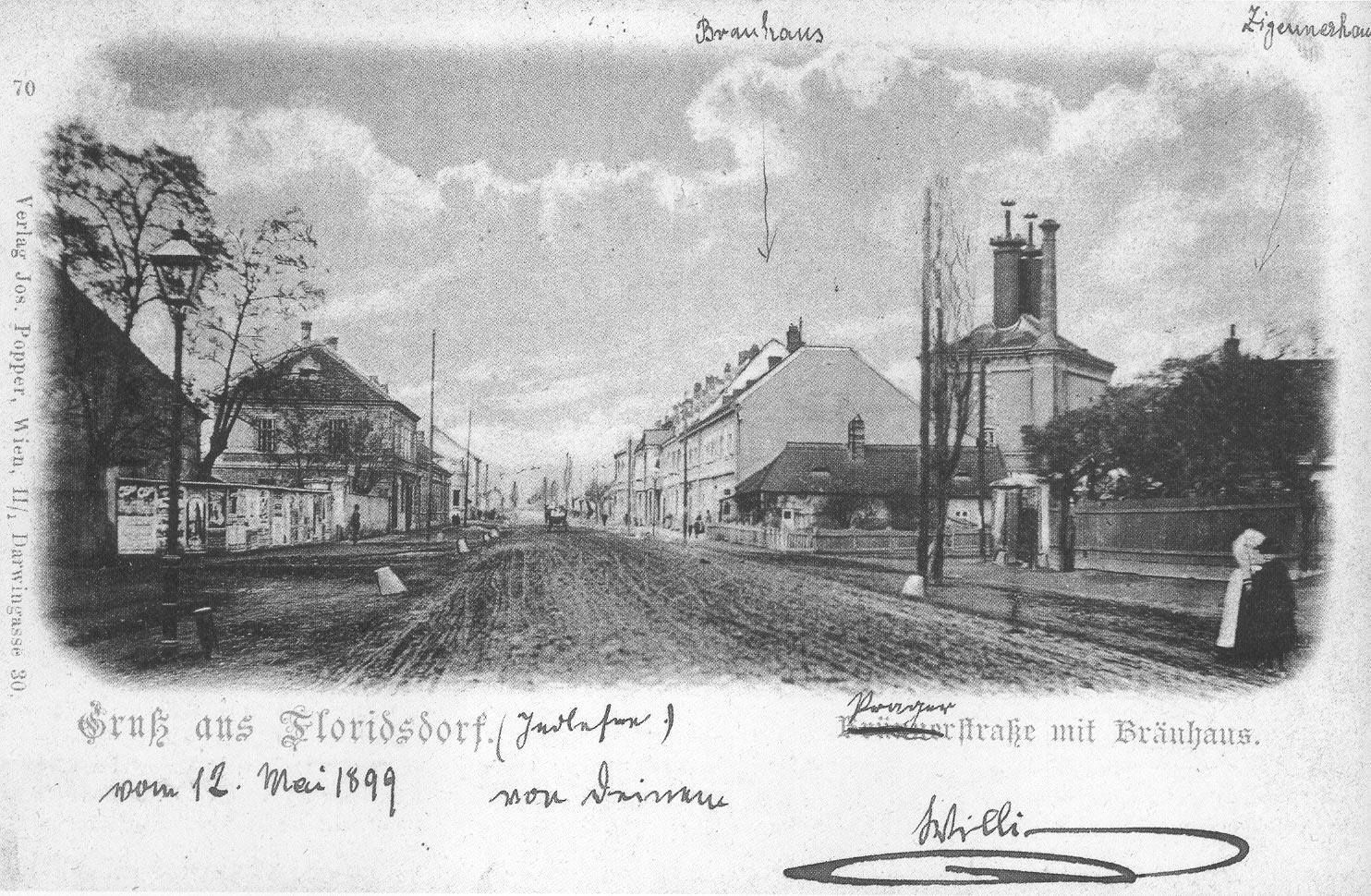
Die Brauerei an der Prager Straße (1899)

Die Brauerei Jedlesee war eine Bierbrauerei im 21. Wiener Gemeindebezirk Floridsdorf im Bereich der Prager Straße 84.

## Geschichte

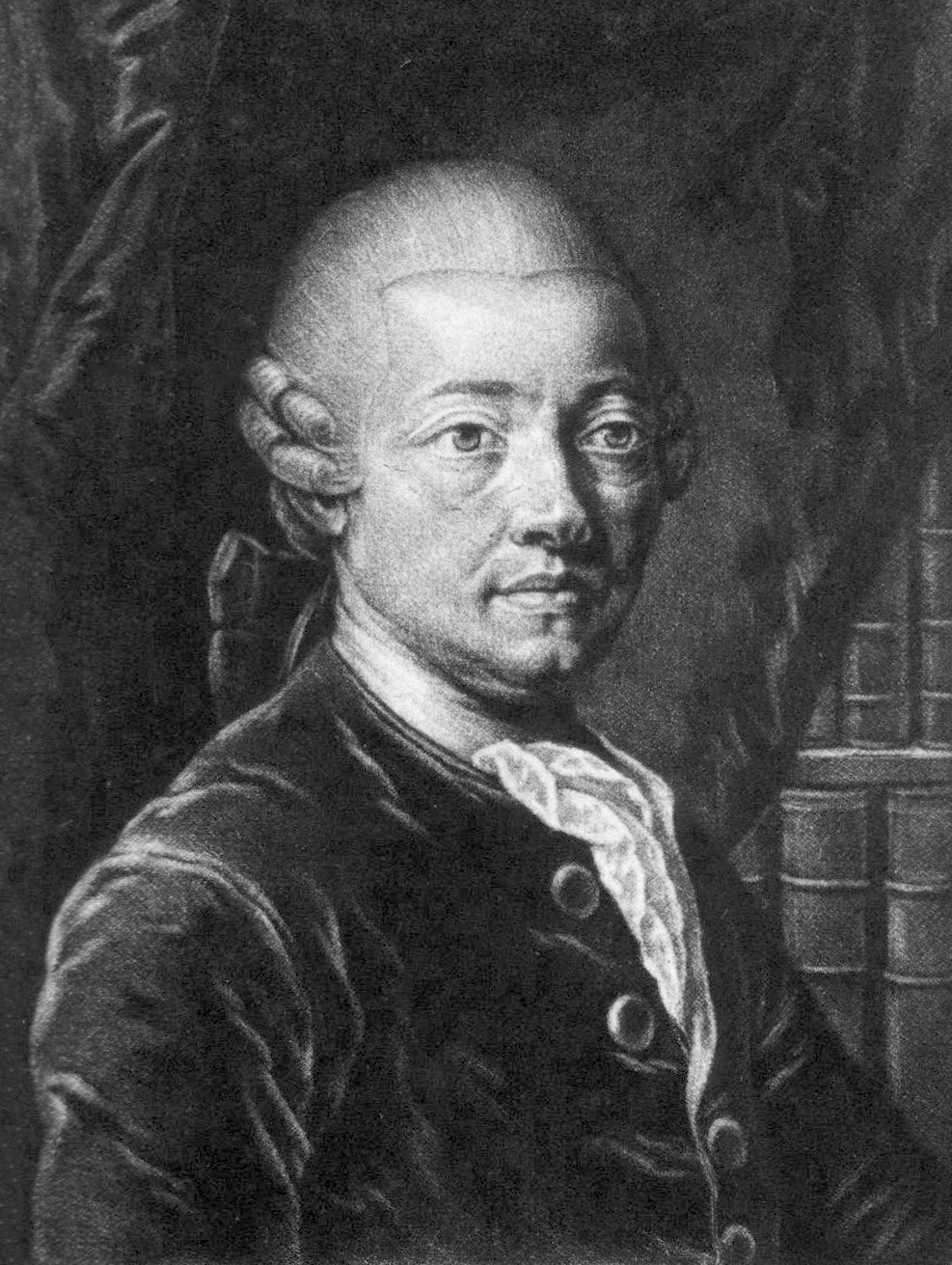
Anton von Störck, Gründer der Brauerei

1778 erwarb der kaiserliche Leibarzt Anton von Störck die Herrschaft Jedlesee und eröffnete nach einem gescheiterten Versuch 1779 schließlich 1788 auf seinem Gut – ungefähr in dem Bereich, an welchem die Überfuhr aus Nussdorf auf die Prager Straße traf – ein Brauhaus mit Schankgerechtigkeit. Dieses war mit der Auflage verbunden, kein Bier nach Wien einzuführen. 1790 erwarb Josef Obergfell Freiherr von Grechtler die Herrschaft mitsamt Brauerei, in den folgenden Jahrzehnten wurde das Brauhaus mehrfach verpachtet.
1814 wurde es von Jakob Wohl, Eigentümer eines „Großen Wirtshauses am Spitz“, erworben und von diesem seiner Tochter Theresia und ihrem Mann Anton Bosch übergeben. Bosch war gebürtig aus Bayern, Sohn des Brauherren der Fürsten Oettingen-Wallerstein und auf der Walz nach Wien gekommen, wo er in der Brauerei zu arbeiten begann. Bosch gründete damit eine Brauherrendynastie, die in Folge neben Jedlesee auch in den Brauereien Nussdorf, Fünfhaus und Hütteldorf wirkte. Nach anfänglichen Schwierigkeiten hatte er mit seinem „Englischbier“ und dem „Kaiserbier“ großen Erfolg und konnte den Ausstoß nach Ausbauten von 800 auf rund 10.000 Eimer (ca. 6.400 hl) steigern. Aufgrund seiner Verdienste um die Gemeinde erhielt er schließlich vom Kaiser die Zollfreiheit zur Einfuhr nach Wien.
1837 galt die Brauerei Jedlesee als eine „der besten im Lande“. Von 25 Arbeitern wurden auf zwei Sudpfannen und zwei Brantweinkesseln jährlich rund 80.000 Eimer Bier und 200 Eimer Branntwein erzeugt. Rund ein Viertel davon wurde in Jedlesee selbst getrunken, ein Indiz für den damals starken Verkehr auf der Prager Straße. Mit einem Ausstoß von 112.000 Eimern war Jedlesee in den Jahren 1837/38 die größte Brauerei Wiens und Umgebung.
Nachdem die Nachfrage immer weiter stieg, wurden in den Jahren 1845 und 1859 neue, geräumige Lagerkeller errichtet und 1865 das Sudhaus erneuert sowie eine erste Dampfmaschine mit einer Leistung von 35 PS ausgestellt. Vor der Einführung des untergärigen Lagerbieres durch Anton Dreher sen. und Adolf Ignaz Mautner und dem damit verbundenen Aufschwung betrieb Anton Bosch die drittgrößte Brauerei in Wien und Umgebung. Zudem war er von 1851 bis 1853 erster Ortsvorsteher von Jedlesee, 1866 übergab er den Betrieb an seinen Enkel Anton Dengler. Dengler war mit Elisabeth, geborene Pschorr verheiratet, welche ebenfalls aus einer Brauereidynastie stammte.
Dengler errichtete 1877 in Langenzersdorf einen der damals größten Lagerkeller Europas und führte ab 1888 die künstliche Kühlung ein. So konnte er in den folgenden Jahren den Bierausstoß auf jährlich 140.000 Hektoliter steigern. In diesen Jahren gehörte Jedlesee noch immer zu den sechs größten Brauereien im Wiener Umland. Allerdings erwuchs durch die unweit gelegene, 1893 gegründete Brauerei zum St. Georg der Familie Mautner Markhof eine spürbare Konkurrenz.

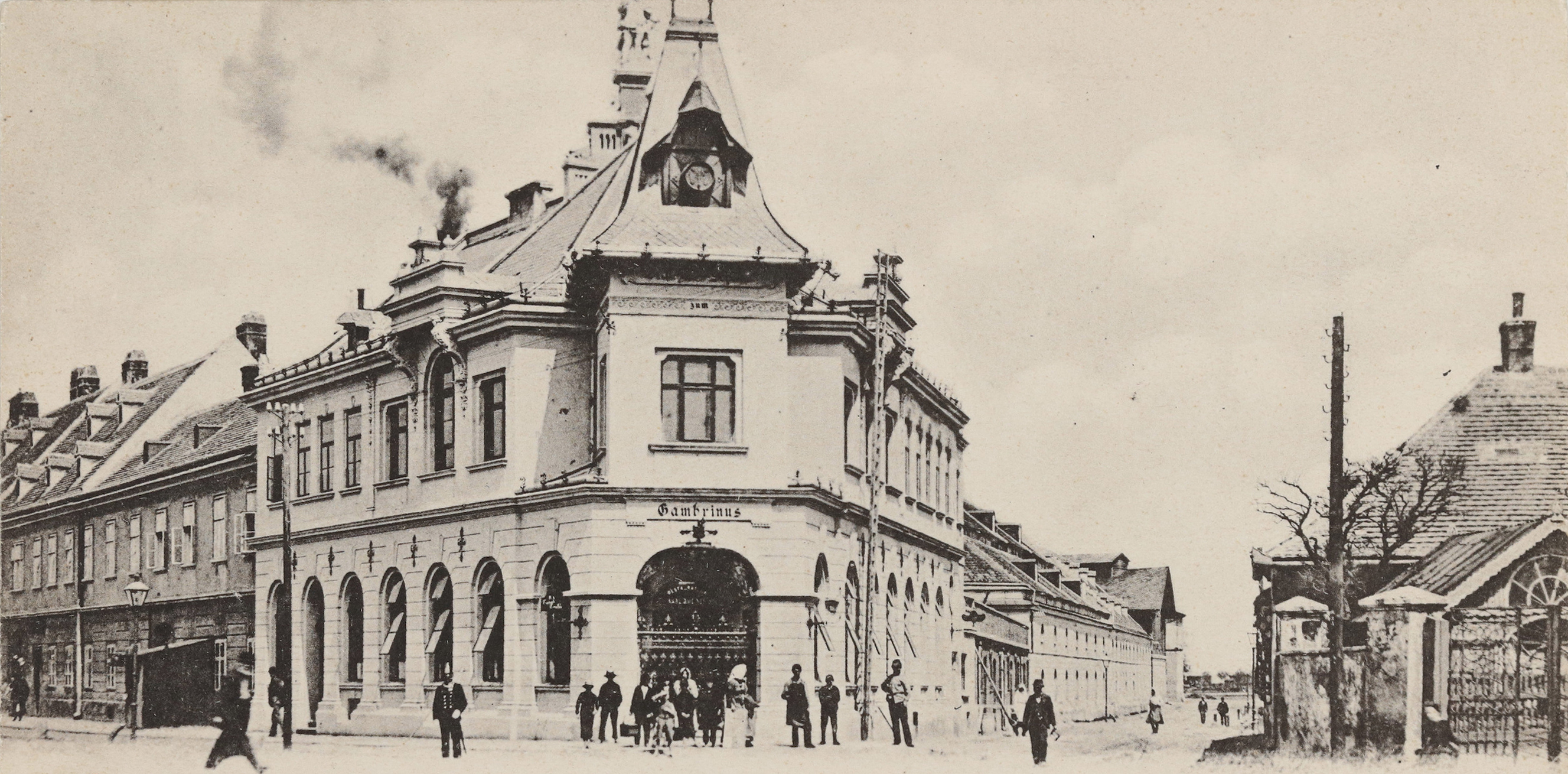
Die Brauhaus-Restauration Zum Gambrinus (ca. 1900–1905)

Im Jahr 1900 wurde die Brauhaus-Restauration „Zum Gambrinus“, an der Ecke Pragerstraße/Hopfengasse gelegen, eröffnet. Im Juni desselben Jahres beging Anton Dengler – aus Angst zu erblinden – Selbstmord, woraufhin die Brauerei von seinem Sohn Rudolf Dengler übernommen wurde. Dieser beschäftigte 1902 über 200 Angestellte im Betrieb, die rund 130.000 Hektoliter Bier produzierten. Rudolf Dengler modernisierte den Betrieb, indem er das Sudhaus von Feuer- auf Dampfkochung umstellte und den Betrieb elektrifizierte, zudem ließ er eine moderne Abfüllanlage samt Bierstapelraum und Filterwäscherei installieren. 1906 kaufte er den Magdalenenhof am Bisamberg und ließ dort 1911 eine Villa als Alterssitz für seine Mutter errichten.
Der Erste Weltkrieg bedeutete einen herben Einschnitt für die Brauerei und läutete den langsamen Niedergang des Betriebes ein. Dieser wurde 1922 in eine Aktiengesellschaft umgewandelt. Neben Rudolf Dengler war der Mitbegründer und verdiente langjährige Präsident der Gösser AG und Sarajevo Aktienbrauerei Leopold Löwy im Verwaltungsrat dieser Aktiengesellschaft. Löwy verstarb am 14. Februar 1928 und die Jedlesseer Aktienbrauerei wurde schließlich 1928/29 durch Aktientausch mit den Vereinigten Brauereien Schwechat, St. Marx, Simmering – Dreher, Mautner, Meichl AG fusioniert. Wolfgang Bosch, der als Hauptaktionär die Brauerei mittlerweile von seinem Schwager Rudolf Dengler übernommen hatte, erhielt dafür einen Sitz im Verwaltungsrat der Vereinigten Brauereien. 1930 wurde zum letzten Mal Bier in Jedlesee gebraut und der Betrieb anschließend stillgelegt, der Ausstoß war in diesem Jahr auf 33.390 hl gesunken. 1932 wurde auch die Mälzerei geschlossen.

### Nach der Schließung

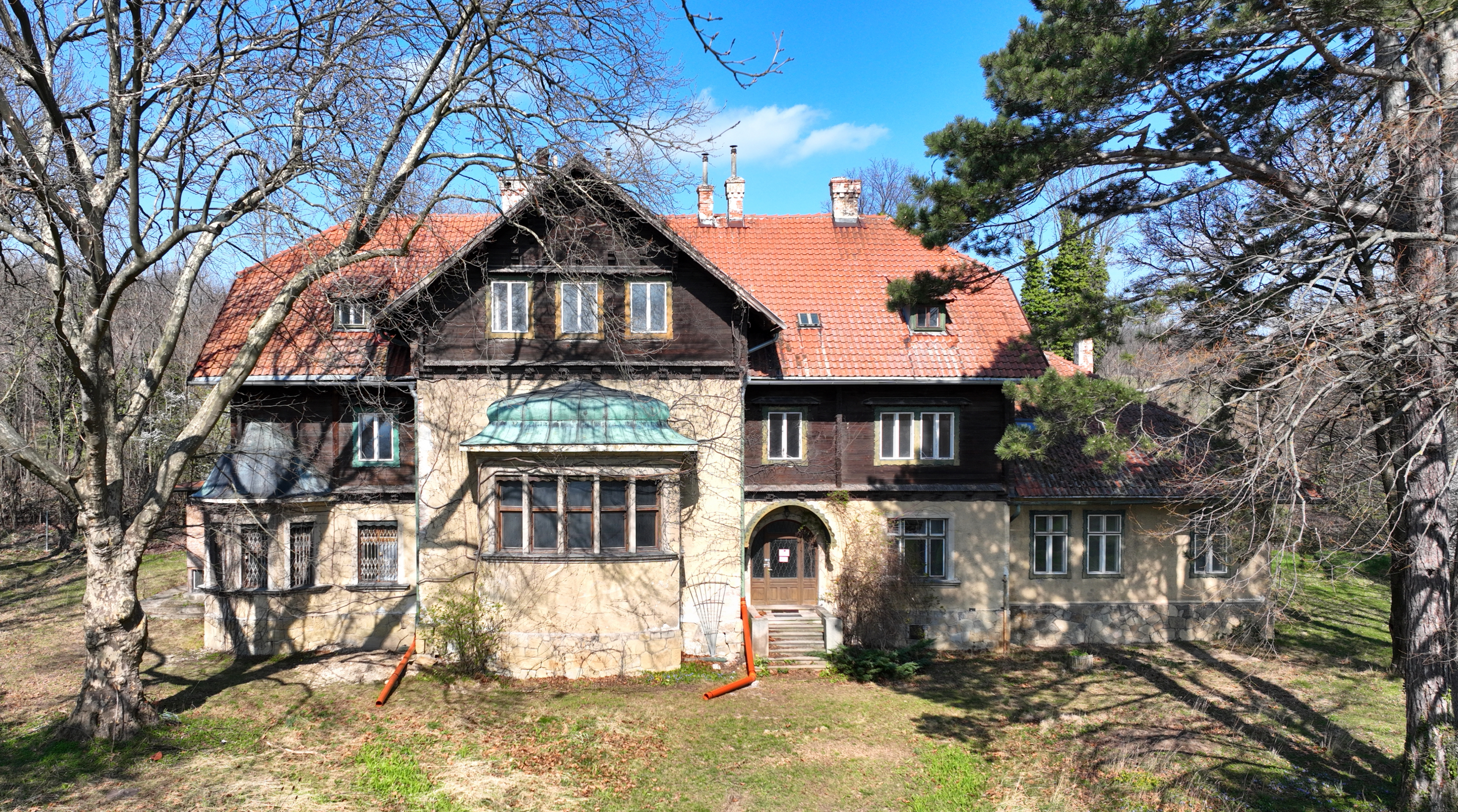
Villa Magdalenenhof

Während des Zweiten Weltkrieges befand sich am Areal der ehemaligen Brauerei das KZ-Außenlager Jedlesee, ein Nebenlager des KZ Mauthausen. Häftlinge mussten in den ehemaligen Lagerkellern der Brauerei Ersatzteile für Heinkel fertigen, ein schwerer Bombenangriff beendete die Produktion. Die Gebäude wurden durch Kampfhandlungen stark beschädigt, jedoch nicht abgerissen.
Nach dem Krieg befand sich lange Jahre eine Glasfabrik in den ehemaligen Brauerei-Gebäuden, welche 1978 endgültig abgerissen wurden. Nachdem 1980 auch die zwischenzeitlich zur Pilzzucht verwendeten Lagerkeller zugeschüttet wurden, wurden auf dem Gelände die Wohnhausanlage „Denglerpark“ errichtet.

## Überbleibsel

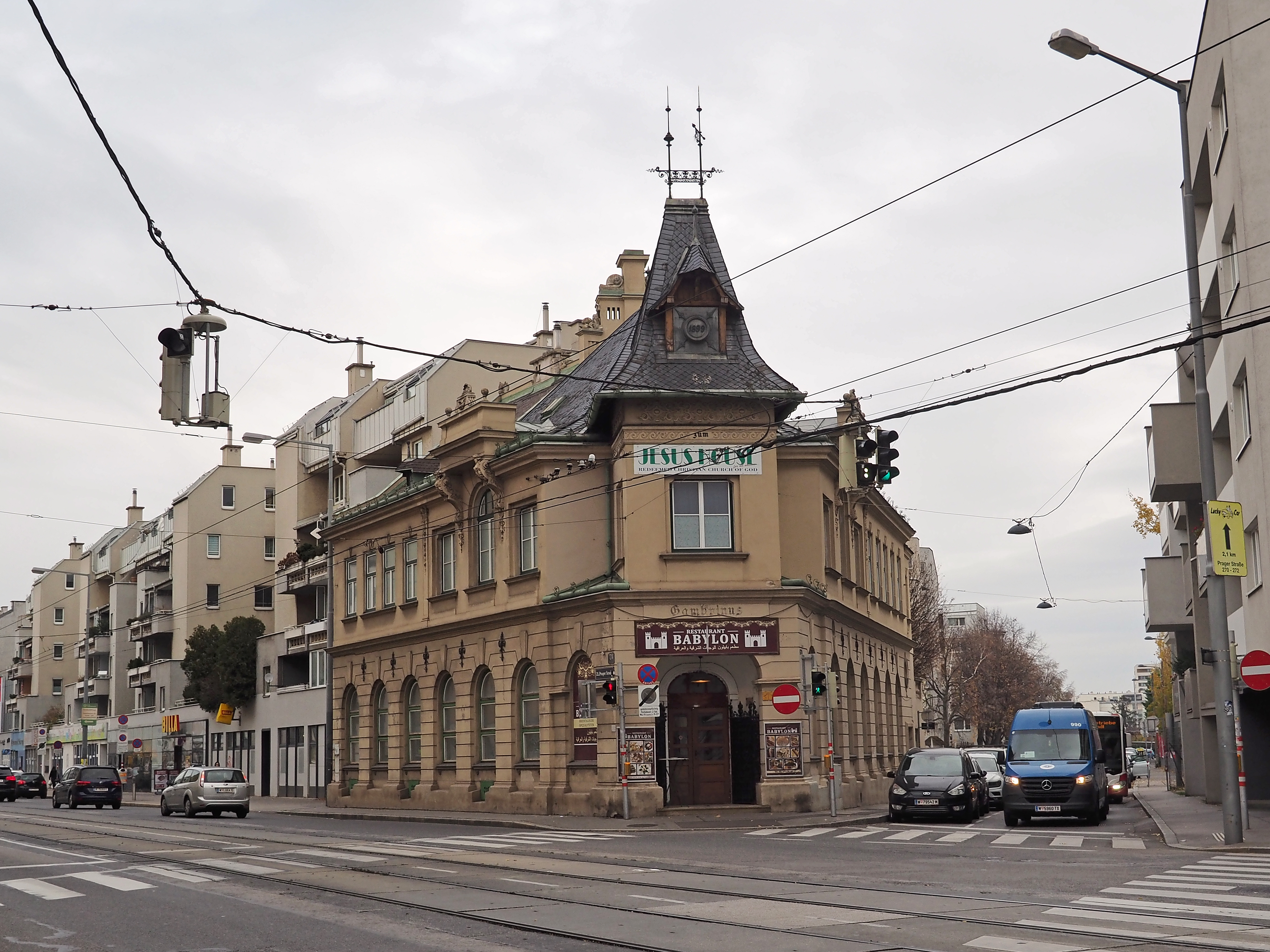
Die ehemalige Brauhaus-Restauration Zum Gambrinus (2024)

Von der Brauerei ist nur noch die ehemalige Braugaststätte „Zum Gambrinus“, an der Ecke Pragerstraße/Hopfengasse gelegen, in leicht veränderter Form erhalten. Ebenso steht noch die 1928 an die Gemeinde Wien verkaufte Villa Magdalenenhof am Bisamberg. Die Lagerkeller in Langenzersdorf, die bereits vor dem Ersten Weltkrieg in einen Champagner-Keller umgewandelt wurden, sind ebenfalls noch vorhanden, jedoch nicht öffentlich zugänglich.
An die ehemaligen Brauherren und die Brauerei selbst erinnern die Straßennamen „Anton-Störck-Gasse“, „Anton-Bosch-Gasse“, „Obergfällplatz“, „Anton-Dengler-Gasse“ (bis 1903 „Bräuhausgasse“) und die „Hopfengasse“.